# Szlovák Nemzeti Felkelés hídja
A Szlovák nemzeti felkelés hídja (szlovákul: Most SNP, 1993 és 2012 augusztusa között Új híd (szlovákul:  Nový Most), helyi neve UFO) a Duna egyik hídja Szlovákia fővárosában, Pozsonyban. A főváros két városrészét köti össze: Óvárosát Pozsonyligetfaluval. Jelképe volt a szocialista városépítészet diadalának, amelynek ára a történelmi zsidó negyed és Váralja lebontása, valamint a Szent Márton-dóm mellőzött szerepe lett. Ez a világ kilencedik legnagyobb egyben hegesztett hídja, s a harmadik legnagyobb ferde pilonos. Az évszázad építménye a hidak kategóriájában Szlovákiában elismerést kapta 2001-ben.

## Története

A híd szerkezete

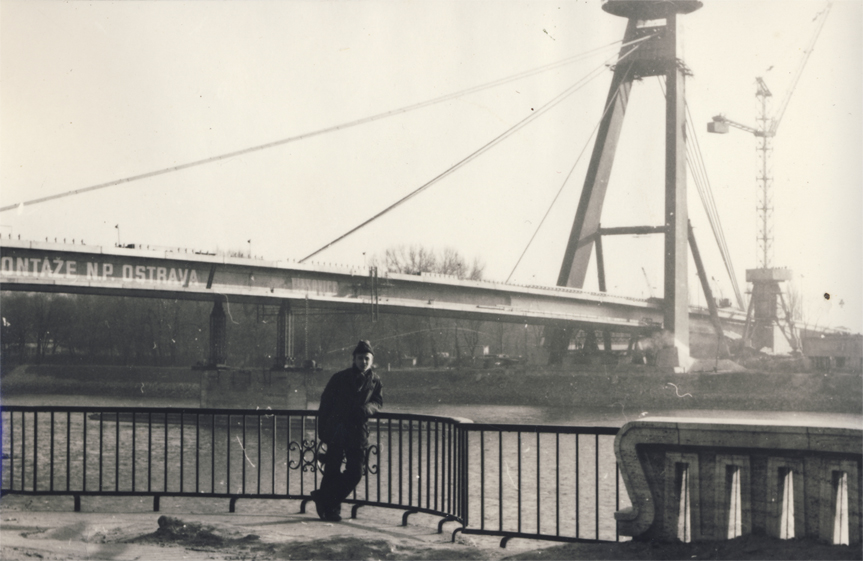
A híd építése

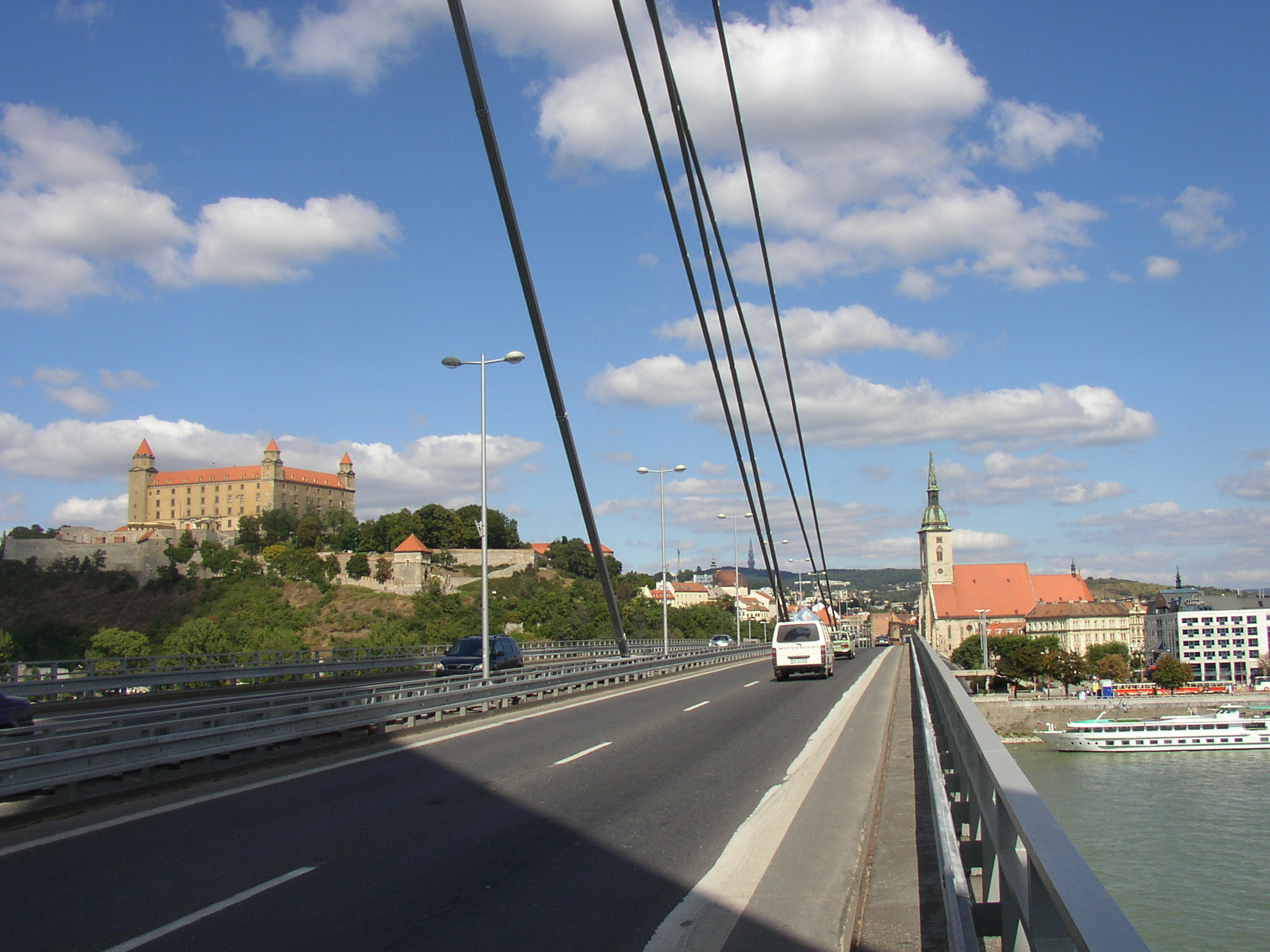
A híd útpályája, balra a várral, jobbra a Szent Márton-dóm

Miután a Ferenc József hidat 1945. április 2-án felrobbantották és helyébe csak tíz év élettartamra tervezett Öreg híd került, új híd építését határozták el. A három változat az volt, hogy nyugaton építenek hidat (ma ez a Lanfranconi híd), átépítik az Öreg hidat, vagy új helyen a városközpontban emelnek hidat. A nyugati változat volt a kedvezőbb, de azt a határ közelsége miatt a katonai és a belügyminisztériumok nem támogatták. A keleti változat a téli kikötő magasságában volt, de azt nem ítélték elég központi fekvésűnek. A végső, azaz az óvároson átmenő nyomvonalat választották és 1963-ban törvényi megerősítéssel tervbe is vették. Ez az 1960-as éveket átjáró viszonylag liberálisabb közhangulattal való szembenállás volt, mivel művészek és értelmiségiek álltak ki ellene. A kritikusok kevésbé találták jónak a formáját, mintsem az a funkció dominált, hogy városi autópálya jellegű forgalmat vezethessen át. Építését 1967-ben kezdték el akkori költségen 360 millió csehszlovák koronába került.
A híd építése a belváros és a Váralja egy részének pusztulását hozta, eltűnt a zsinagóga a zsidónegyeddel, a Óváros téri, a Halászcsárda (Rybné námestie) és a Szent Márton-dóm előtere. A dóm bejárata pár méterre, az út szintje alá mellérendelt szerepbe került, míg a Staromestská út a belvárosba külön szintű csomópontokkal vezette be Pozsonyligetfalu új lakótelepéről a forgalmat.
A Smena című lap ezért megbeszélést szervezett Híd Pozsony ellen? címmel és az archívumban a városért aggódó polgárok több száz aláírása megtalálható. A prágai tavasz leverése után 1968 augusztusában, ez a vita megállt és csak 1989  után, az új autópályahíd (ma: Lanfranconi híd) építése kapcsán lángolt fel. A belvárosi környezet és a városi az autópálya között feszülő problémákat azonban a költségek fedezete nélkül nem tudták megoldani. Ez Pozsony látképének és városrendezési kérdéseinek talán az egyik legnagyobb sebhelye.
Kapacitása 37 000 jármű 24 óra alatt.

## Étterem
A híd különleges attrakciója a 80 m magasan lévő Ufo étterem, amelynek kilátópontja 84,6 m magasan áll a pilonon. A vendéglátóhelyet 1974-ben nyitották meg Bystrica néven, azonban 2003-ban bezárt. 2005 június 15-től működik mai nevén. A jobb oldali részen található lifttel lehet feljutni, ahonnan jó kilátás nyílik a városra. Az étterem felső részén már 95 méter magasból lehet körültekinteni. A vészlépcső 430 fokos. A vendéglő befogadó képessége 127 fő. Nem forog az étterem. Sokan összetévesztik a Kamzík tv-toronnyal: Az 1975-ben épült, 200 méter magas torony Pozsony legmagasabb épülete.
Egy „Torony” nevezetű étterem is található benne, ahonnan gyönyörű kilátás nyílik az egész városra.

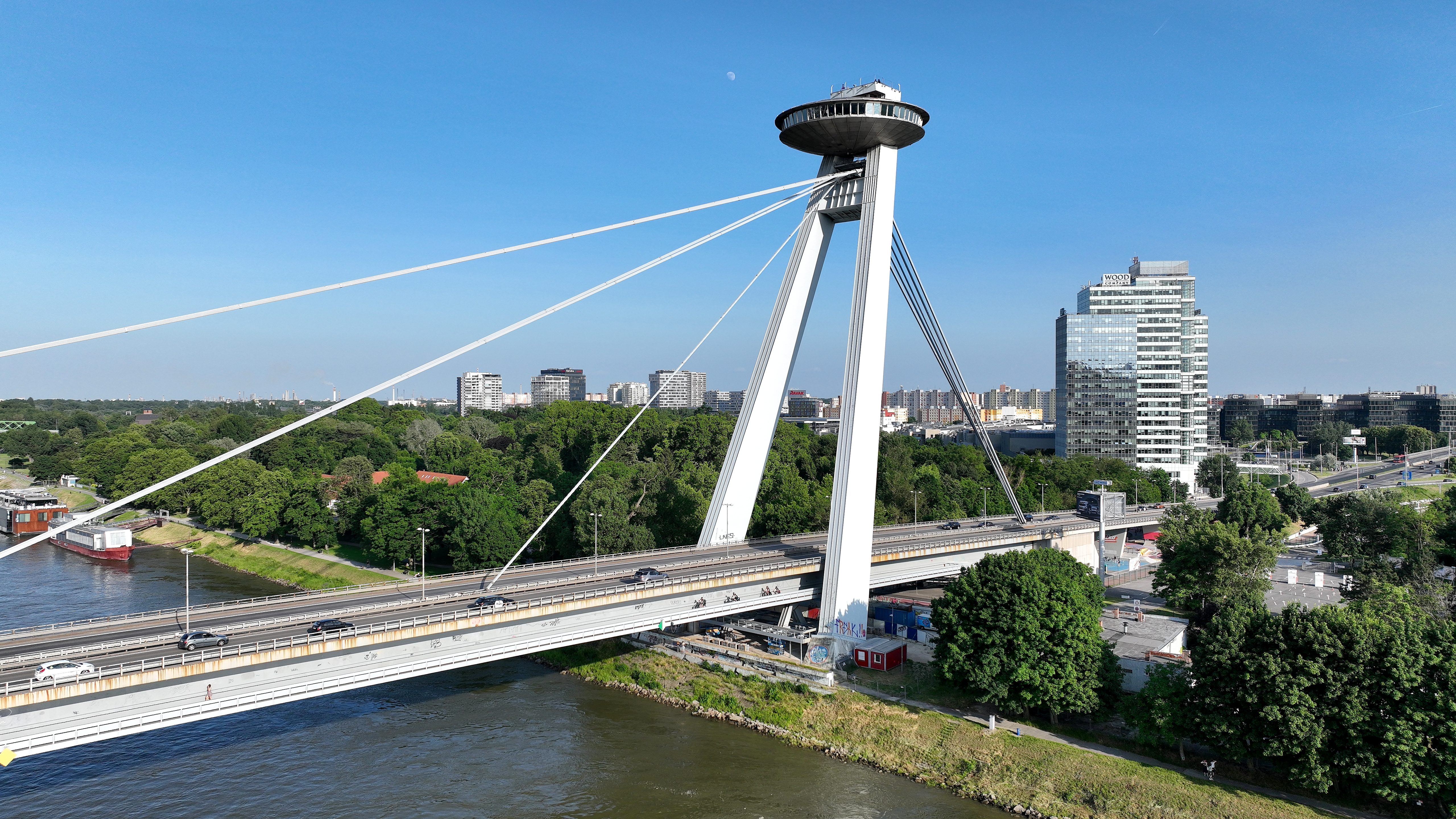
Az Ufo
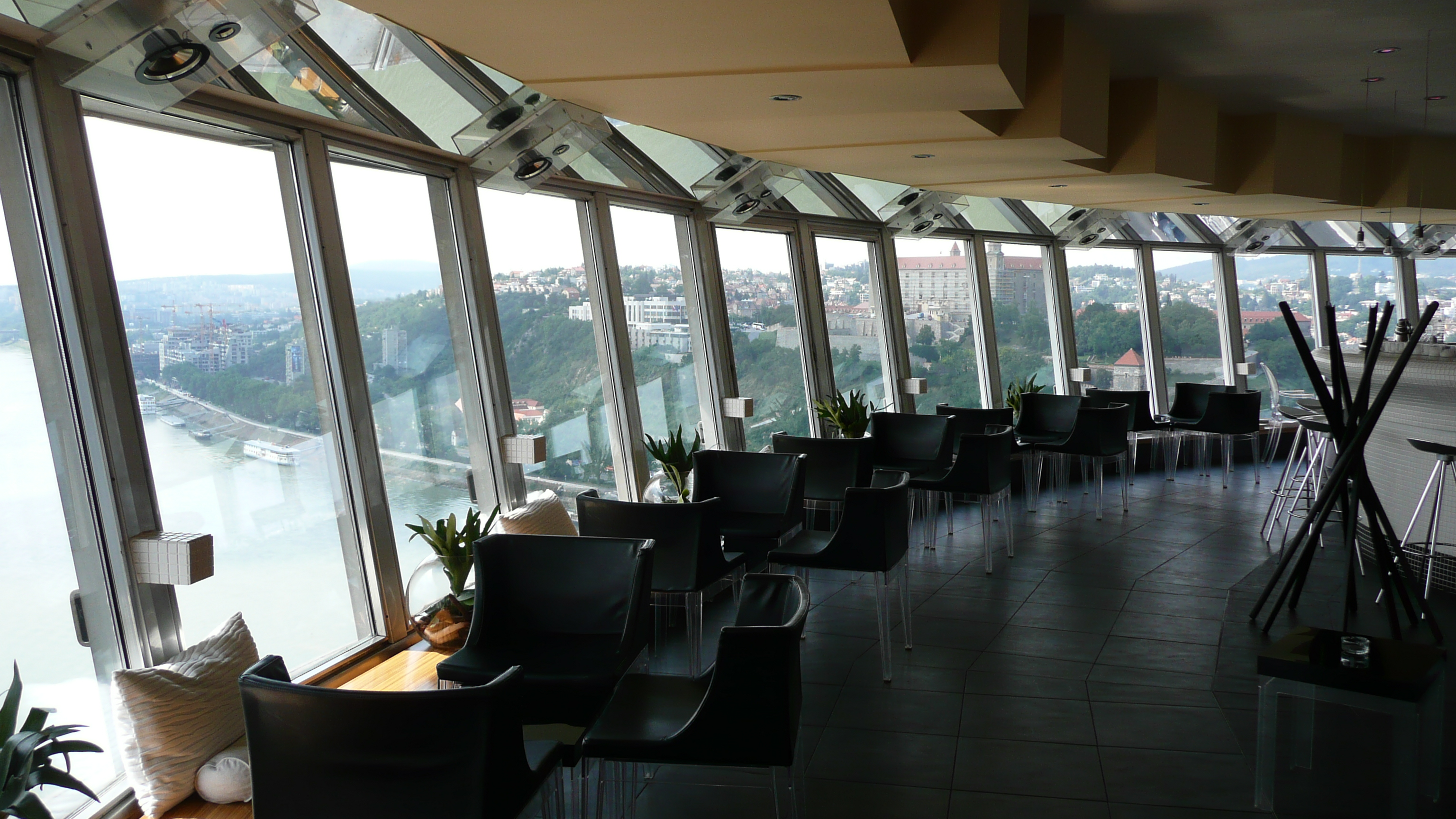
Az étterem belseje
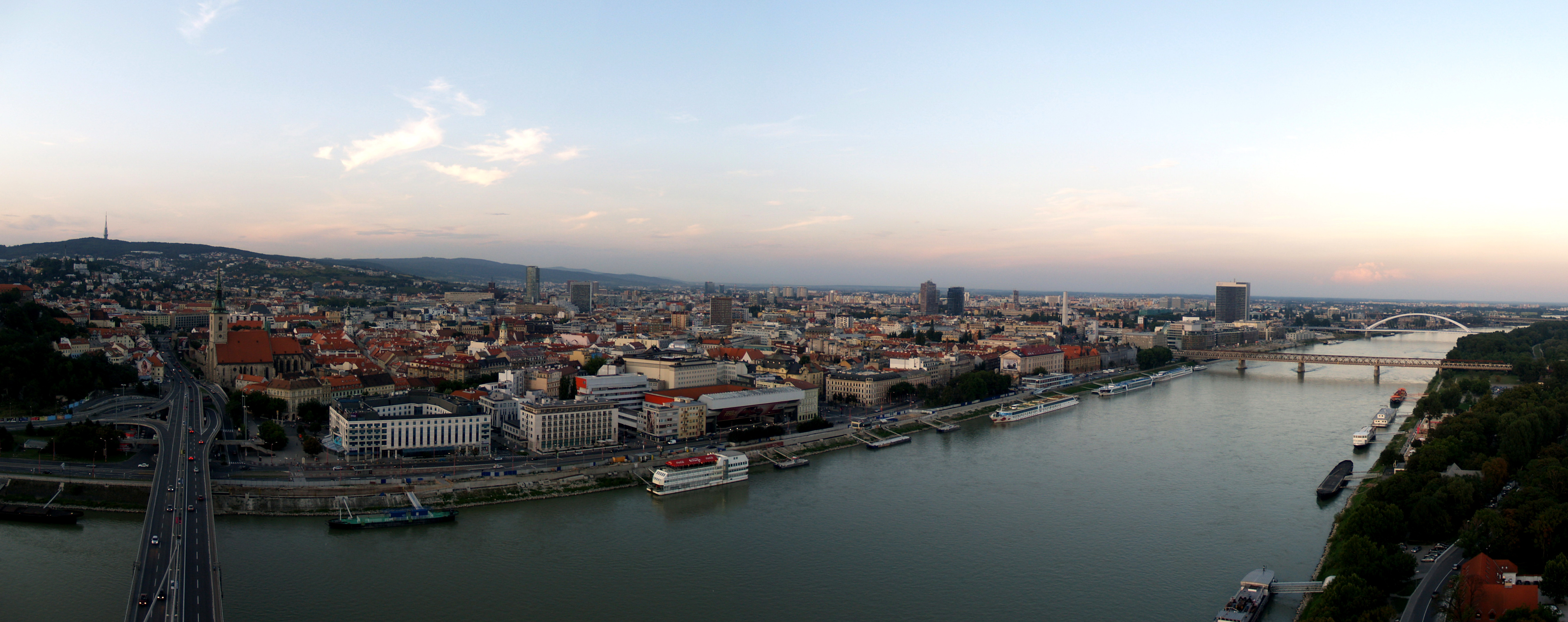
Kilátás Pozsonyra az Ufóból

## Fordítás
Ez a szócikk részben vagy egészben a Neue Brücke (Bratislava) című német Wikipédia-szócikk fordításán alapul.  Az eredeti cikk szerkesztőit annak laptörténete sorolja fel. Ez a jelzés csupán a megfogalmazás eredetét és a szerzői jogokat jelzi, nem szolgál a cikkben szereplő információk forrásmegjelöléseként.